# Chilar
Chilar är en ort i Mexiko.   Den ligger i kommunen Santa María Tlahuitoltepec och delstaten Oaxaca, i den sydöstra delen av landet, 400 km sydost om huvudstaden Mexico City. Chilar ligger 1 355 meter över havet och antalet invånare är 118.
Terrängen runt Chilar är kuperad åt sydväst, men åt nordost är den bergig. Runt Chilar är det ganska tätbefolkat, med 62 invånare per kvadratkilometer. Närmaste större samhälle är Tamazulápam del Espíritu Santo, 9,4 km sydost om Chilar. I omgivningarna runt Chilar växer i huvudsak blandskog.